# Božićna pobuna
Božićna pobuna, organizirana uoči Božića u prosincu 1918. po Julijanskom kalendaru, tj. u siječnju 1919. po Gregorijanskom kalendaru, uvod je u oružani otpor dijela Crnogoraca protiv srpske okupacije njihove domovine na koncu Prvog svjetskog rata i odluke nelegalne Podgoričke skupštine o "prisajedinjenju" Kraljevine Crne Gore Kraljevini Srbiji.
Unatoč činjenici da je zamišljena na širokoj osnovi, Božićna pobuna nije, za crnogorske ustanike, dala očekivane rezultate. No, oružani otpor srpskoj vlasti i njihovim pristašama u Crnoj Gori, potrajao je različitim intezitetom do 1929. godine. Sukobi u Crnoj Gori, inicirani Božićnom pobunom, prvi su i - u vrijeme njihova trajanja - jedini primjer masovnoga oružanoga otpora srpskoj politici u Kraljevini SHS.

## Povijesni kontekst
Početkom 1916. Kraljevina Crna Gora,  saveznica sila Antante, pred snažnim naletom združenih austrougarsko-njemačkih trupa je potpisala kapitulaciju. Prijelomni događaj je, paradoksalno, bila pobjeda Crnogorske vojske za pravoslavni Božić 1916. na Mojkovcu, kojom je osigurano evakuiranje Srpske vojske za Albaniju i dalje na Solunski front.
U vrijeme Mojkovačke bitke, austrougarske postrojbe su, na južnoj fronti, izvršile prodor u prijestolnicu Cetinje, a potom i u Podgoricu, te nastavile ofenzivu ka Skadru. Time je odsječena odstupnica glavnini Crnogorske vojske za evakuiranje na Solunski front. Pogrešnom grupiranju Crnogorske vojske u tim odsudnim trenutcima doprinio je Petar Pešić, pukovnik Srpske vojske, koji je imao dužnost načelnika Glavnoga stožera Crnogorske vojske. 
Monarh  Nikola I. Petrović je, s dijelom crnogorske kraljevske vlade, uoči kapitulacije, napustio domovinu i uputio se preko Italije u Francusku. 
Kraljevina Crna Gora je okupirana. No, poput drugih saveznica Antante pod okupacijom čiji su se monarsi i vlade našli u egzilu (Kraljevina Belgija, Kraljevina Srbija), tako je i crnogorski monarh Nikola I. s vladom nastavio održavati legitimitet Kraljevine Crne Gore. Pri crnogorskom Dvoru u egzilu su i nakon formalnog kraja Prvog svjetskog rata bili ostali delegirani inozemni veleposlanici.

## Komitski pokret
- Radomir Vešović, general
- Savo Raspopović, komitski vojvoda

Kraljevina Crna Gora je, po međunarodnom ratnom pravu, ostala u statusu zaraćene strane. Veliki dio crnogorskih časnika, te drugih uglednika, bio je po okupaciji od 1916. interniran u logore u Austriji i Madžarskoj. Represalije su povećane kada se general Radomir Vešović, crnogorski ministar obrane, nakon ubojstva austrijskoga časnika, odmetnuo u šumu. Njegov primjer su slijedili brojni drugi Crnogorci koji su dobili naziv - komiti. Najveći broj poznatijih crnogorskih komita produžit će oružanu borbu i nakon što je Kraljevina Srbija listopada 1918. reokupirala Kraljevinu Crnu Goru (komiti Savo Raspopović, Todor Dulović, Milutin Bašović, itd.).

## Reokupacija
Crnogorske komitske postrojbe su početkom listopada 1918. uz mjestimične borbe oslobodile od austrougarske vojske u povlačenju najveći dio teritorija i mjesta Kraljevine Crne Gore. No, načelnik srpskog Glavnog stožera, vojvoda Živojin Mišić, dao je nalog svojim snagama, pod nazivom Jadranske trupe, iz Peći (Kosovo) da hitno krenu k Crnoj Gori i reokupiraju je.
Sa srpskim trupama su u Crnu Goru pristigle i četničke formacije Koste Pećanca. U Crnoj Gori je uvedena srpska vojna uprava i policijski sat. Dio daleko malobrojnijih savezničkih postrojbi Francuske, SAD i Italije također je razmješten u Crnoj Gori.
Crnogorske komite su od strane srpskih vojnih vlasti pozvane da polože oružje. Napetost je rasla,  jer su očekivanja bila da Srbi napuste Crnu Goru, te da se u nju vrati Nikola I. i da se Kraljevina Crna Gora restauira i/ili, u drugoj inačici, nakon toga kao zasebno definiran entitet s konfederalnim statusom poveže s novom jugoslavenskom državom. U studenom 1918. je organizirana, financirana i srpskim vojnim prisustvom osigurana nelegitimna Podgorička skupština na kojoj je proglašeno "bezuslovno ujedinjenje Crne Gore i Srbije" tj. prisajedinjenje Crne Gore Srbiji. 
Elitni crnogorski časnici i narodni uglednici najvećeg ranga, njih nekoliko stotina pod prisegom Nikoli I. i vjerni Kraljevini Crnoj Gori, nakon Podgoričke skupštine su pristizali iz raspuštenih austrougarskih logora. Oni su, skupa s najvećim brojem crnogorskih komita, uz pomoć eks-ministra Jovana Plamenca, započeli s pripremama oružanog ustanka radi izbacivanja Srba iz Crne Gore. Uoči Božićne pobune, Plamenac u jednom pismu izvješćuje svoje suradnike o ciljevima borbe (citat izvorno): 

### Izvješće o unižavanju Crkve i naroda
Crnogorski časnici i uglednici Milisav Nikolić, poslanik i biv. potpredsjednik N. Skupštine, Krsto Popović, komandir, Nikodim Janjušević, monah - nastojnik manastira Župa nikšićka. Vasko Marojević, biv. plemenski kapetan, Pero Vuković, komandir, Novica Radović, pričuvni inženjerski komandir, Nikola Kašćelan, komandir, Dimitrije Nikolić, biv. sudac, Andrija Dragutinović, komandir, Radojica Nikčević, kapetan i Mašan Borozan, kapetan, podnijeli su 21. srpnja 1920. izvješće crnogorskoj kraljevskoj vladi u egzilu o srpskom teroru u njihovoj oblasti, koji obuhvaća i događaje uoči Božićne pobune (cit. kao u izvorniku):

## Zahtjevi i uhićenja
- Milutin Vučinić, crnogorski general

Pobuna je planirana bez znanja i odobrenja Nikole I. koji je o njoj informiran naknadno.
Dan pobune je bio planiran za 21. prosinac 1918. godine. Koncentrirano je oko 4.000-5.000 slabo naoružanih no ratovanju vičnih Crnogoraca. Dva dana uoči pobune, ustanici su informirali francuskoga generala Pola Venela, nominalno šefa svih savezničkih trupa u Crnoj Gori koji je boravio u Kotoru, o svojim zahtjevima. U osnovi isti zahtjevi su ponovljeni francuskom generalu i 22. prosinca 1918., kada su borbe započele, a formulirao ih je vojni vođa Krsto Popović. 
U njima je istaknuto kako je tzv. Podgorička skupština sazvana protivno ustavnim odredbama Kraljevine Crne Gore, što je osnovni razlog da se „digne opći pokret i ustanak u Crnoj Gori“. Zatraženo je:
- Poništenje odluka tzv, Podgoričke skupštine;
- Restauriranje Kraljevine Crne Gore;
- Evakuiranje srpskih trupa s crnogorskoga teritorija;
- Provedba općih i slobodnih izbora na kojima je jedino moguće utvrditi način unutarnje uprave i formi budućega ujedinjanja.

Srpske trupe su, doznavši za planove ustanika, otpočele s uhićenjima. Kod Podgorice je uhićen general Milutin Vučinić, kao i oko 120 drugih crnogorskih časnika i uglednika.

## Koncentriranje
Sinkroniziranom operacijom 21. prosinca 1918. su blokirane najvažnije komunikacije i opkoljeni važniji crnogorski gradovi: Cetinje, Nikšić, Danilovgrad, Virpazar, Rijeka Crnojevića, zatim Kolašin (područje plemena Rovca), te djelomično i Podgorica (gradovi na Crnogorskom primorju su bili pod ne-srpskom savezničkom okupacijom).
- Sektor Podgorica – Danilovgrad: U pripremama Božićne pobune na ovom području sudjelovali su: bivši ministar Savo Vuletić, časnici Andrija Raičević, Pero Vuković, Božina Bašović, Marko Šušović, Blažo Vukašinović, Tomaš Grujović, Panto Savović, Radovan Savović, Pero Vukovićem, Petar Savović, Stevan Radović, Blažo Marković, itd.  Unatoč uhićenju generala Vučinića (zadužen za ovo područje), te uhićenja desetine njegovih najbližih suradnika, blokirana je naznačenog datuma komunikacija Podgorica – Danilovgrad – Nikšić. Bojnici (crnog. - komandiri) Stevan i Bogdan Radović su je presjekli kod Spuške glavice a kapetan Mato Raičević zaposjeo je dominantnu kotu Velje brdo nad Podgoricom. Ukupno je na ovom sektoru bilo oko 500 crnogorskih ustanika.

- Sektor Nikšić: Grad Nikšić je opkoljen, a crnogorske postrojbe su na tom odsjeku pripremili i predvodili vojvode Đuro i Marko Petrović, bojnik Šćepan Mijušković, bivši ministar Marko Đukanović, komita Milisav Nikolić, bojnik Đuro Jovović, časnici Dragiša i Antonije Bojović, Vasko Marojević, Živko Nikčević, svećenik Nikodim Janjušević,itd. Ukupno je na ovom dijelu fronte bilo oko 1.000 crnogorskih ustanika.

- Sektor Virpazar: Ovo područje imalo je stratešku važnost zbog Željezničke pruge Bar – Virpazar. Blokiran je naznačenog datuma a ustanike su predvodili Jovan Plamenac, bojnik Petar Lekić, satnici Đikan Vukmanović, Milo Leković, Marko Vučeraković, Risto Hajduković, Petar Vuleković, itd. Ukupno je kod Virpazara bilo oko 400 crnogorskih ustanika.

- Sektor Rijeka Crnojevića: Na tom je području bilo bitno presjeći komunikaciju Cetinje – Podgorica i Cetinje – Virpazar. Zapovjedali su crnogorski serdar Jokov Jovićević, bojnik Đuro Šoć, satnik Jovan Vujović, itd. Ukupno oko 600 crnogorskih ustanika.

- Sektor Rovca: Ustanici su u području Rovaca preuzeli potpunu kontrolu i zadržali je nakon slamanja Božićne pobune. Tijekom 1919. formira se i Rovačka republika koju će srpske trupe, uz masovne represalije, do 1920. uništiti. Zapovjednik u Božićnoj pobuni u Rovcima je bio bojnik Ivan Bulatović a snage su brojale oko 400 crnogorskih ustanika.

- Sektor Cetinje: U crnogorskoj prijestolnici, Cetinju, gdje je nezadovoljtvo srpskom okupacijom bilo najjače (zbog čega u njemu i nije održana prisajediniteljska, tzv. Podgorička skupština), rješavala se sudbina Božićne pobune. Zapovijedao je Krsto Popović, sa Štabom crnogorskih ustanika (njihov službeni naziv naznačen u očuvanoj arhivi) u selu Bajice pokraj Cetinja. Njegovi najbliži suradnici na Cetinju su bili bojnik Petar Gvozdenović, bojnik Petar Lompar, Milo Martinović, satnici Đuro Drašković, Dušan Vuković, Andrija Dragutinović, Niko Kašćelan, Đuro Kapa, Marko Martinović, Ilija Bećir, itd. Oko Cetinja je bilo koncentrirano oko 2.000 crnogorskih ustanika.

## Borbe
Do kulminacije oružane borbe je došlo 24. prosinca 1918. i potrajala je narednih nekoliko dana. Najžešće je bilo kod Cetinja, gdje je Srpskom vojskom i postrojbom njihovih naoružanih pristaša Crnogoraca, opskrbljenim topništvom i mitraljezima, zapovijedao general Dragutin Milutinović. Ustanici predvođeni generalom (u to vrijeme s činom kapetana) Krstom Popovićem u nekoliko su navrata pokušali slomiti otpor srpskih trupa unutar Cetinja. No, na Cetinje je, u najkritičnijem trenutku bitke, pristigao iz Kotora francuski general Venel. On je od crnogorskih ustanika zatražio deblokadu komunikacije Kotor-Cetinje te trenutnu obustavu borbi i polaganje oružja. Ustanici se, suočeni s opcijom da francuske postrojbe oružano podrže Srbe, odlučuju povući se s položaja, kako kod Cetinja, tako i na drugim sektorima. Dijelom se evakuiraju u Italiju, gdje je formirana nova crnogorska vojska, a dijelom se odmeću u komite.

## Mrtvi i ranjeni
- Srpske trupe i njihove crnogorske pristaše su imale u Božićnoj pobuni 16 poginulih i 63 ranjena;

- Crnogorske ustaničke trupe su u Božićnoj pobuni imale 29 poginulih i nepoznat broj ranjenih.

## Apel Nikole I.
Nikola I. je, na inicijativu predsjednika SAD, uputio 22. siječnja 1919. apel Crnogorcima u kojima ih je pozvao da ostanu mirni i da čekaju rasplet međunarodnih pregovora o sudbini Kraljevine Crne Gore tijekom Versajske mirovne konferencije. Apel Nikole I. glasi (citat izvorno):
"Mome dragom narodu! 
Preklinjem Vas da ostanete s mirom na vašim domovima i da se ne protivite oružanom rukom trupama, koje hoće da prigrabe vlast u našoj zemlji.
Ja sam dobio najviše garancije od predstavnika savezničkih zemalja, da će u skorom vremenu biti pružena crnogorskom narodu zgodna prilika da se slobodno izjasni o političkoj formi svoje buduće vlade.
Što se mene tiče, ja ću se sa zadovoljstvom prikloniti toj odluci.
Nikola I., s. r.".

## Epilog
Božićnom pobunom je skrenuta međunarodna pozornost na slučaj Kraljevine Crne Gore koja, premda saveznica Antante, na koncu Prvog svjetskog rata ostaje bez svoje neovisnosti i/ili prava da odlučuje o svojoj sudbini. Također, Božićnom pobunom je otvoren proces daljnjeg oružanog konfrontiranja u Crnoj Gori. Borbe su potrajale sve do 1929. godine. 
- Tijela 1923. kod Nikšića ubijenih crnogorskih komita: P. Zvicera, R. Bigovića, M. Raspopovića, M. Bašovića, S. Raspopovića
- Šćepan Mijušković, bojnik, zvjerski mučen i ubijen 1924. kod Nikšića
- Crnogorski komiti masakrirani 1924. kod Nikšića: B. Vučić, I. Lakićević, M. Miljanić

Broj ubijenih, ranjenih, uhićenih, osuđenih i interniranih crnogorskih domoljuba dostigao je brojku od 5.000, dok je veliki broj domova i materijalnih dobara uništen.

### Dokumenti o teroru
Nekoliko stranica iz krvavog albuma Karađorđevića : Dokumenta o zločinima Srbijanaca u Crnoj Gori je knjiga koju je Vlada Kraljevine Crne Gore u egzilu tiskala u Rimu 1921. godine.
Publicirani dokumenti u njoj su izvješća iz Crne Gore, o akcijama srpskih okupacionih trupa prema crnogorskom stanovništvu, a koji su, tih godina prezentirani i međunarodnoj javnosti.
Knjiga se sastoji iz sljedećih poglavlja (naslovi kao u izvorniku):
- I. RAPORT CRNOGORSKOJ VLADI O ZLOČINIMA SRBIJANACA U CRNOJ GORI, PODNESEN OD STRANE VOĐA CRNOGORSKIH USTANIKA. Opšti pogled na "sistem" terora koji su Srbijanci uveli nad čitavim stanovništvom Crne Gore. Zločini prema pojedincima. a. Zločini prema pojedincima u namjeri da unize ugled crkve i države. b. Zločini prema ženama i djeci. v. Zločini protivu mirnog naroda. g. Zločini protivu ustašima (mrtvima i ranjenima)

- II. RAPORT CRNOGORSKOJ VLADI MILIJE RAKOČEVIĆA, POTPORUČNIKA CRNOGORSKE VOJSKE, O ZLOČINIMA SRBIJANSKE VOJSKE PREMA NJEGOVOJ PORODICI I NJEGOVIM ROĐACIMA

- III. ZLOČINI I NASILJA SRBIJANACA SAMO NAD JEDNOM CRNOGORSKOM PORODICOM

## Spomenica Božićne pobune
Spomenica Božićne pobune je odličje ustanovljeno 1920. godine u povodu sjećanja na Božićnu pobunu.
Spomenica  se sastoji dva zlatna mača koso ukrštena obavijena su lovorovim vijencem, na licu tekst 
21.XII 1918.
- dan izbijanja Božićne pobune (po Julijanskom kalendaru).
Na naličju je tekst: 
Za Pravo, Čast i Slobodu Crne Gore.
Izrađena je u seriji od 2.000 komada.
Spomenicu Božićne pobune je crnogorska kraljevska vlada u egzilu je podijelila crnogorskim časnicima i komitama koji su se borili protiv srpske aneksije Kraljevine Crne Gore.

## Borci Za Pravo, Čast i Slobodu Crne Gore
- Savo Raspopović, komitski vojvoda
- Nikola Petanović, crnogorski publicist
- Anto Gvozdenović, general
- Dr. Sekula Drljević, političar i publicist

Za Pravo, Čast i Slobodu je općenito slogan pod kojim su Crnogorci od 1918. vodili oružanu, diplomatsku i političku borbu za obnovu crnogorske države. S tim je sloganom i otpočela oružana Božićna pobuna. 
Poznatiji vojni, diplomatski i politički borci Za Pravo, Čast i Slobodu Crne Gore do 1941. su bili (abecedni red):
Mihailo Adžić, Milutin Bašović, Ivan Bulatović, Radoš i Drago Bulatović, Sekula Drljević, Todor Dulović, Savo Čelebić, Anto Gvozdenović, Mihailo Ivanović, Ilija Lakićević, Savić Marković Štedimlija, Milivoje Matović, Šćepan Mijušković, Nikola Petanović, Milo Petrović, Božo Petrović, Jovan Plamenac, Krsto Popović, Vladimir Popović, Novica Radović, Milan Rakočević, Savo Raspopović, Pero Šoć, Radomir Vešović, Marko Vučeraković, Milutin Vučinić, Savo Vuletić, Petar Zvicer...

### Zapovjedni lanac Crnogorske kraljevske vojske u Italiji
Glavni stožer Crnogorske vojske
- Načelnik brigadir Andrija Raičević, Alaj-barjaktar major Marko Popović, zapovjednik Narodne garde (vojna policija) major Dušan Vuković, ađutant major Ibro Bulatović, ordonans časnici: poručnik Svetozar Plamenac, poručnik Veljko Petrović, poručnik Pero Đukanović, potporučnik Andrija Vučinić, potporučnik Dušan Krivokapić.

Sastav Stožera
- Načelnik opće-vojnog odjeljenja major Božo Marković, Načelnik operativnog odjeljenja stožera major Krsto Popović, Načelnik artijerije i svih ubojnih sredstava major Milan Kraljević (pomoćnik kapetan Filip Živanović), Načelnik vojno-sudskog odjeljenja major Mihailo Plamenac, Načelnik prometa major Krsto Martinović (pomoćnici: za brzojav i poštu kapetan Marko Kusovac, za inženjeriju kapetan Šaleta Ivanović), Načelnik promidžbe rezervni časnik Novica Radović, Načelnik press-biroa r. časnik Savo Petrović (pomoćnik r.časnik Labud Tatar), Glavni skrbnik r.časnik Stanko Marković (pomoćnici r.časnik Marko Matanović, r.časnik Luka Pekić, glavni tajnik r.časnik Milo Lekić), Načelnik Administrativnoga odjeljenja r.časnik Dragutin Radović (pomoćnici r.časnik Savo Nikač i r.časnik Lazo Leković), kapelan pop Ilija Kapičić.

- Časnici Crnogorske kraljevske vojske, Italija 1920.
- Crnogorski vojnici u Gaeti
- 3. bataljun Crnogorske kraljevske vojske u egzilu

- Prvi bataljon, zapovjednik major Pero Vuković, barjaktar kapetan Ivan Plamenac
- 1. pješačka četa, zapovjednik major Stevo Vučinić
- 2. pješačka četa. zapovjednik major Risto Hajduković
- 3. pješačka četa, zapovjednik major Radovan Savović
- 4. topnička baterija, zapovjednik major Blažo Marićević

- Drugi bataljon, zapovjednik major Blagota Martinović, barjaktar major Milo Pavlović, ađutant poručnik Stevan Đurišić
- 1. pješačka četa, zapovjednik major Jovan Vuković
- 2. pješačka četa, zapovjednik major Andrija Dragutinović
- 3. pješačka četa, zapovjednik Mihailo Bulatović
- 4. mitraljeska četa, zapovjednik major Niko Kašćelan
- 5. mitraljeska četa, zapovjednik major Blažo Vukašinović

- Treći bataljon, zapovjednik major Stevan Pavlović, barjaktar kapetan Boško Golubović, ađutant potporučnik Pavle Drecun
- 1. pješačka četa, zapovjednik major Đukan Vukmanović
- 2. pješačka leta, zapovjednik major Dušan Vuković
- 3. pješačka četa, zapovjednik major Luka Jovanović
- 4. topnička baterija, zapovjednik major Milo Petranović
- 5. mitraljeska četa, zapovjednik major Tomaš Grujović

- Četvrti bataljon, zapovjednik major Vlado Zimonjić, barjaktar kapetan Mirko Tepavčević, ađutant poručnik Krsto Nikaljević
- 1. pješačka četa, zapovjednik major Danilo Radović
- 2. pješačka četa, zapovjednik potporučnik Mihailo Boljanović
- 3. pješačka četa, zapovjednik major Joko Popović
- 4. topnička baterija, zapovjednik Filip Živanović
- 5. mitraljeska četa, zapovjednik kapetan Novica Abramović

Na raspolaganju Glavnom stožeru Crnogorske vojske kolovoza 1920. bili su časnici: major Petar Gvozdenović, major Simo Čukić, major Petar M. Lekić, major Milo Martinović, major Petar V. Lekić, major Vojin Lazović, major Đuro Ivović, major Stevo Pavlović, major Joko Martinović.

## Ubojstva posljednjih komita
Radoš i Drago Bulatović, rođena braća, posljednji su crnogorski komiti, ubijeni 8. ožujka 1929. godine.
Drago i Radoš komitovali su neprekidno od 1917. godine, najprije protiv Austro-Ugarske a od 1918. i protiv srpske okupacije Kraljevine Crne Gore.
Djelatno područje im je bio planinski teritorij između Kolašina i Nikšića. Braća Bulatović su odbijala pozive za predaju u zamjenu za amnestiju. Ucjenjeni su od strane vlasti Kraljevine SHS na 100.000 dinara.
Ubijeni su u selu Ravni, pokraj Manastira Morača, nakon što su u opkoljeni kući dva dana pružali očajnički otpor postrojbi žandarmerije.

## Zanimljivost
U talijansko-crnogorskoj produkciji je 1922. snimljen nijemi film Voskrsenja ne biva bez smrti, koji je za cilj imao animirati svjetsko mnijenje u pokušaju sprječavanja nestanaka Kraljevine Crne Gore s povijesne karte njezinim nasilnim priključenjem Kraljevini SHS.
Film u epilogu prikazuje situaciju u Crnoj Gori 1918. kroz oružni otpor crnogorskog naroda prisajedinjenju Kraljevini SHS i scene Božićne pobune. Završava simboličnom apoteozom slobodnoj i nezavisnoj Crnoj Gori.

## Spomenik
U povodu 90. obljetnice od Božićne pobune, a prigodom proslave Dana nezavisnosti Crne Gore, 21. svibnja 2009. je u Bajicama kraj Cetinja, gdje se 1919. nalazio glavni stožer crnogorskih ustanika, otkriveno spomen obilježje - obelisk. 
Skupu su nazočili najistaknutiji crnogorski državni rukovodioci a govor je održao Milo Đukanović.

## Vanjske poveznice
- Akademik Mijat Šuković, O (ne)legitimnosti Podgoričke skupštine
- Sreten Zeković, Rovačka Republika" , feljton u dnevnom listu "Publika, u lipnju 2003.